# Messey-sur-Grosne
Messey-sur-Grosne é uma comuna francesa na região administrativa de Borgonha-Franco-Condado, no departamento Saône-et-Loire. Estende-se por uma área de 15,11 km². Em 2010 a comuna tinha 771 habitantes (densidade: 51 hab./km²).